# Eulogio Jiménez
Eulogio Jiménez Sánchez (Méntrida, Toledo, España, 11 de marzo de 1834 – Madrid, 31 de marzo de 1884) fue un matemático, astrónomo y pedagogo español, implicado en la formación de la Institución Libre de Enseñanza y su desarrollo. Padre de Pedro Jiménez-Landi y abuelo del historiador Antonio Jiménez-Landi. Amigo íntimo de los hermanos Francisco y Nicolás Salmerón, aunque no llegaría a militar en ninguno de los partidos políticos de su época, su ideología liberal, progresista y finalmente republicana le llevó a participar en las conspiraciones previas a la Revolución de 1868.

## Biografía
El cronista de la ILE escribe en la nota biográfica dedicada a su abuelo, Eulogio Anselmo Jiménez Sánchez, que nació en una familia rural acomodada, pero perdió a sus padres y hermanos y, como único nieto varón, fue recogido por su abuelo paterno. Comenzó sus estudios en las Escuelas Pías de San Fernando, en el Madrid de 1846. Se licenció bachiller en Filosofía (1854) y en Ciencias (1858) resistiéndose a seguir la carrera eclesiástica. En la Universidad Central de Madrid sacó con sobresaliente las licenciaturas en Ciencias Exactas y Derecho, e ingresó como auxiliar en el Observatorio Astronómico de Madrid (1860). Tras doctorarse en matemáticas en 1864. 
En 1873 fue propuesto como director del Observatorio madrileño, pero declinó el cargo por amistad hacia Antonio Aguilar, a quien debería sustituir. Siguiendo similares planteamientos nunca llegaría a aceptar cargos públicos. Esa filosofía profesional de signo krausista era sin duda fruto de su relación con Gumersindo de Azcárate y Francisco Giner de los Ríos, con los que Eulogio Jiménez colaboró desde el primer momento, como accionista y profesor voluntario, en el proyecto de la Institución Libre de Enseñanza.
Con apenas 50 años, murió en las dependencias del Observatorio, cuando se encontraba preparando las oposiciones a cátedra de Astronomía de la Universidad madrileña. En su honor y con su ayuda económica se construyó la carretera de su pueblo natal y una Sociedad benéfica.

## Obra
Merecen citarse Aritmética : ejercicios de matemáticas (1868); Escuela de labradores : nociones de química agrícola (1878); Geometría sintética y especialmente su Tratado elemental de la teoría de los números, premiado por la Real Academia de Ciencias en 1872. Asimismo tradujo el tratado de los alemanes Menge y Wernerburg La Historia por la Aritmética. Fue un asiduo colaborador del Boletín de la Institución (BILE) y de otras publicaciones, como La Enseñanza y la Revista de Ilustración Pública. En colaboración con Manuel Merelo, tradujo las obras del matemático alemán Richard Baltzer (1818-1887). En este campo docente, entre 1878 y 1882 desarrolló los cursos de Geometría pura e impartió cátedras en el Instituto Cardenal Cisneros.